# Игнатьево (Александровский район)
Игнатьево — упразднённая в 1966 году деревня в Александровском районе Владимирской области России. Входила на год упразднения в Бакшеевский сельсовет.

## География
Урочище находится в северо-западной части области, в зоне хвойно-широколиственных лесов, к северу от автодороги 17Н-129, на расстоянии примерно 6 километров (по прямой) к северу от города Александрова, административного центра района.

### Климат
Климат характеризуется как умеренно континентальный, с умеренно тёплым летом, холодной зимой, короткой весной и облачной, часто дождливой осенью. Среднегодовая температура воздуха — +3,4 °C. Годовое количество атмосферных осадков — 549 миллиметров, из которых большая часть выпадает в тёплый период.

## История
В «Списке населенных мест Владимирской губернии по сведениям 1859 года» населённый пункт упомянут как деревня Александровского уезда, при пруде, расположенная по левую сторону от почтового тракта из Александрова в Переславль, в 8 верстах от уездного города. В деревне насчитывалось 23 двора и проживало 164 человека (81 мужчина и 83 женщины).
По состоянию на 1905 год, в Игнатьеве имелось 16 дворов и проживало 117 человек. В административном отношении деревня входила в состав Александровской волости.
В советское время входила в состав Бакшеевского сельсовета Александровского района (в период с 1941 до 1965 годы — в составе Струнинского района).
Упразднена решением облисполкома № 326 от 31 марта 1966 года как фактически не существующая.

## Инфраструктура
Было личное подсобное хозяйство.
Сохранилась (частично) Часовня Рождества Пресвятой Богородицы.